# The Biggest Ragga Dancehall Anthems 2002
The Biggest Ragga Dancehall Anthems 2002 – czwarty album z serii kompilacji The Biggest Ragga Dancehall Anthems, wydany 8 października 2002 roku przez londyńską wytwórnię Greensleeves Records. 
8 lutego 2003 roku album osiągnął 6. miejsce w cotygodniowym zestawieniu najlepszych albumów reggae magazynu Billboard (ogółem był notowany na liście przez 25 tygodni).

## Lista utworów

### CD 1
1. Elephant Man & Jarvis Church - "Run For Your Life"
2. Wayne Wonder - "No Letting Go"
3. Elephant Man - "Bad Man A Bad Man"
4. Capleton - "Lock Up"
5. Wayne Marshall - "Orange Hill"
6. Elephant Man - "Elephant Message"
7. Capleton - "My Love"
8. Mr. Lexx - "Good Hole"
9. Sizzla - "Karate"
10. Elephant Man - "On-Line"
11. Tanto Metro & Devonte - "Hot Gal"
12. Mr. Lexx - "Girls Girls"
13. Elephant Man - "Bumper"
14. T.O.K. "Pengeleng"
15. Bounty Killer - "Sufferer"
16. Elephant Man & Wayne Marshall - "Weed Smoke"
17. Capleton - "Them Running Out"
18. Capleton - "Think Of Next"
19. Red Rat - "Blaze The Weed"
20. Mr. Vegas & Mr. Lexx - "Why (Video Light Girl)"

### CD 2
1. Elephant Man - "Tall Up, Tall Up"
2. Sizzla - "Living Colours"
3. Wayne Marshall - "Whole World"
4. Mr. Lexx & Nydean Levy - "Chocolate Loving"
5. Danny English & Egg Nog - "Party Time"
6. Shabba Ranks - "Give Dem Di Shabba"
7. Elephant Man - "Light Camera Action"
8. Mr. Lexx & Lukie D - "Hot Like Fire (Part 2)"
9. Buju Banton - "Tournament"
10. Elephant Man - "Approach"
11. Assassin - "Ruffest & Tuffest"
12. Tanya Stephens - "Mi Want Yuh"
13. Capleton - "Got It Fi Dem"
14. Mr. Lexx - "Grades"
15. T.O.K. - "Galang Gal"
16. Alozade - "Jamaica"
17. Tanya Stephens & Cecile - "Buss Back Sketel"
18. Capleton - "Push Wood"
19. Spragga Benz - "Rasta Run The World"
20. Elephant Man - "The Bombing"